# Geotechnické inženýrství
Geotechnické inženýrství je součást stavitelství, která se zabývá chováním hornin a zemin při výstavbě. Mezi hlavní obory patří zakládání staveb, podzemní stavitelství a zemní práce. Cíle geotechnických inženýrů se mohou pohybovat od návrhu základů a dočasné podpory hloubení, přes výběr tras pro železnice a dálnice až po stále důležitější oblasti ukládání odpadů na skládky a kontaminace podzemních vod. Geotechnický inženýr se jako takový podílí na terénních a laboratorních průzkumech za účelem stanovení technických vlastností zemních půd a jiných geomateriálů a jejich následného využití při analytickém studiu daného problému.
Geotechnické inženýrství zahrnuje specializované obory, jako je mechanika půdy a hornin, geofyzika, hydrogeologie a související obory, jako je geologie. Geotechnické inženýrství a inženýrská geologie jsou odvětví stavebního inženýrství.